# Bahía de Matanzas
Bahía de Matanzas är en vik i Kuba.   Den ligger i provinsen Matanzas, i den nordvästra delen av landet, 90 km öster om huvudstaden Havanna.